# Abzählreim
Abzählreime, auch Anzählreime genannt, sind interaktive Kinderreime. Sie dienen dem reinen Zeitvertreib, der pseudozufälligen Zuordnung einer Rolle im Kinderspiel oder zur spielerischen Verarbeitung von Tabubrüchen.

## Ablauf und Vorhersagbarkeit
Der Abzähler zeigt bei jedem Wort, bei jeder Silbe oder bei jeder betonten Silbe nacheinander auf ein in einer Reihe oder im Kreis stehendes Kind, wählt mit dem letzten Zeigen eines aus und wiederholt das, bis der Zweck erfüllt ist.
Bei festen Reimen determiniert der Beginn die Wahl. Die Anzahl der bestimmenden Elemente übersteigt das Rechenvermögen kleinerer Kinder, ihnen scheint das Ergebnis unvorhersagbar. Einige Reime haben Erweiterungen, die Zufallskomponenten einführen, z. B. bei Ene mene muh das Alter des Gewählten. In anderen Fällen wird schlicht nicht synchron gedeutet.

## Traditionelle Abzählreime und ihr Verbreitungsgebiet
Die Reime haben eine lange Tradition, sind national und international weit verbreitet (Handel, Reisende, Söldner) und können über Sprachgrenzen hinweg fremde Elemente enthalten. Ene, dene, dorz ist die Verballhornung von un, deux, trois.

### Überregional
- [Ene, mene, miste, es rappelt in der Kiste.] Ene, mene, muh und raus bist du (Schluss auch: ene mene meck, und du bist weg, eine durch die Kindersendung Rappelkiste entstandene Variation). Oft wird er mit Raus bist du noch lange nicht, sag mir erst wie alt du bist! ergänzt, woraufhin dann noch einmal die genannte Zahl (also das Alter des Kindes, auf das bei der letzten Silbe gezeigt wird) abgezählt wird.
- Little Joe, hockt auf’m Klo, hat den Finger im Popo, kriegt ihn nicht mehr raus, und du bist aus. („Bonanza-Variante“)

- Einige bekannte Verse lauten:

| Eins zwei drei vier fünf sechs sieben, eine alte Frau kocht Rüben, eine alte Frau kocht Speck und du bist weg. | Peter hat ins Bett geschissen, gerade aufs Paradekissen, Mutter hat’s gesehen und du musst gehen. | Eine kleine Dickmadam zog sich eine Hose an. Die Hose krachte, Dickmadam lachte, zog sie wieder aus und du bist raus. | neuere Variante: Eine kleine Micky Maus zog (zieht) sich ihre Hose (Schuhe) aus zieht sie wieder an und Du bist dran. | Feuersalamander, Beine auseinander, Beine wieder zu und raus bist du. |

| Ich und Du Müllers Kuh Müllers Esel Der bist Du. | Ein Schiff fährt nach Amerika, was hat es denn geladen? Bier, Schnaps, Wein, was soll es sein? (eins aussuchen) Wein Wein Wein du bist ein Schwein Schnaps Schnaps Schnaps du bist ein Schatz Bier Bier Bier du bist ein Stier. |

Drei Polizisten

pissten in die Kisten

der eine pisst vorbei – 

und du bist frei!
1960er Jahre:
John F. Kennedy

kaute einen Kaugummi,

spuckt ihn wieder raus

und du bist draus.

### Hessen
- Eine kleine Trippmadam fuhr mit einer Eisenbahn, Eisenbahn die krachte, Trippmadam die lachte, lachte bis der Schaffner kam, der sie mit zur Wache nahm
- Ibsche dibbsche Silwwerklibbsche, ibsche dibsche dab unn Du biss ab
- Ibbe dibbe dab unn Du schiebst ab

### Kurpfalz
- Ene dene dorz, de Deiwel loßt en Forz, un loßt noch ener naus, un du bischt draus (wie bei vielen pfälzischen Abzählreimen sind die ersten drei Worte eine Verballhornung von französisch un, deux, trois.)
- Modernere, hochdeutsche Form: Ene dene Dörzchen, der Teufel lässt ein Förzchen. Er lässt’s auf’n Kuchen – und du musst suchen!

### Vorderpfalz
- Ene dene dorz, de Deiwel lossd en Forz, de Deiwel lossd en Drache schdeige, die Kordl is zu korz

### Baden
- Änne dänne doh, kappe nalle noh, ihsefalle bumbenalle, änne dänne weg.
- Rennfahrer Bibele hat em Arsch a Zwiebele, furzt’s wieder raus un du bisch draus.

### Schwaben
- Enzele zenzele zizele zäh eichele beichele knäll.
- Enne denne dubbe denne, dubbe denne dalia, ebbe bebbe bembio, bio bio buff, und du bischt duss (draußen). (Wurde vertont durch Wolle Kriwanek)

### Niedersachsen
Ene mene mopel,

wer frisst Popel,

süß und saftig,

für eine Mark und achtzig,

für eine Mark und zehn

und du darfst gehn.

### Ostfriesland
Ene mene micken macken,

eene Fru, de kunn nich kacken,

nimmt ’n Stock,

bohrt ’n Lock,

schit ’n halben Heringskopp.

### Berlin
Ene mene mink mank pink pank

ene mene acke backe eia peia weg.

[...]

bene bane bune bone mene mane mune mone

Schucke licke ducke dicke mucke licke mucke micke

Eene mene deene kleene dacke dicke pucke licke

Acka wacka eia weia weg.

[...]

Picke packe micke macke licke lacke dicke dacke

Ische asche wische wasche pile mulle mische masche

Penelope denelope alle malle menelope

Acka wacka eia weia weg

(wurde von Peter Igelhoff vertont in Wenn ich vergnügt bin, muss ich singen)

### Sachsen
Ene mene titschn tatschn

ene in die Fresse klatschn

ene noch dazu

und raus bist du.

### Homburg
- Ong dong dee ist ein alter Abzählreim aus Homburg. Er gehört zu der Gruppe der Abzählreime, die größtenteils aus einer Reihe Silben ohne eigentlichen Sinn bestehen. Relativ deutlich sind die ersten vier „Wörter“ Ong dong dee, kader, eine Verballhornung von un deux trois quatre.[3] Viele Abzählreime beginnen mit Zahlen, die meistens von eins bis mindestens drei und maximal acht gehen.

Der vollständige Abzählreim lautet:
Ong dong dee,

Kader lemer see,

Lemer sie, lemer so

Die Kabell in Sandimo.

Sandimo die Tebberie,

Teberie die Kohlebrie,

Ong dong dee.

### Schweiz
- Aazelle, Bölle schelle, d Chatz gaat uf Walliselle, chunt si wider hei, hät si chrummi Bei, piff, paff, puff und du bisch duss – oder verlängert: […] piff, paff, puff und du bisch ehr- und redlich duss. – oder verlängert: […] ehr- und redlich (oder: mit Ehr- und Redlichkeit) mal würklich duss.
- Ene dene disse, d Chatz het gschisse, piff, paff, puff und du bisch duss.
- Ene dene disse, d Chatz het gschisse, wie mängs Pölleli het si gleit? eis, zwei, … [entsprechend der Antwort auf die Frage zählen] …, piff, paff, puff und du bisch duss.
- Änne dänne tioté, tioté di salomé, salomé di gah di gah, gah di gah di comme ça. (Abzählreim in Bern)

### Elsass
- Änne, dänne, Dindefass, Geh in d’Schuel un lehr din Sàch! Kummsch mer heim un kànnsch au nix. Krejsch mi’m Hewel dinni Wix!

### Niederlande/Belgien
- Olleke bolleke

## Neubildungen
Der Name der Kindersendung Am dam des des Senders ORF 1 ist von einem Abzählreim abgeleitet: Am dam des, disse malle press, disse malle pumperness, am dam des. Ursprünglich ist dies ein tschechischer Auszählreim, der sich ungefähr so übersetzen lässt: Am dam des, du bist ein kleines Hündchen, du bist ein kleiner Pumperness, am dam des (Im Original „ty jsi malý pes, ty jsi malý pumprnes“). Getextet wurde dieser Vers vom Wiener Texter Leo Parthé.

## Zusatzfunktion
Die Abzählverse besitzen zusätzlich eine tabubrechende Funktion, die spielerisch aufgenommen und verarbeitet wird. Der deutsche Autor Peter Rühmkorf hat dies in seiner Sammlung von Versen dieser Art deutlich gemacht. Es werden sowohl gesellschaftliche als auch sexuelle Tabus, manchmal beides in einem Reim angetastet. Als Beispiele mögen dienen:
| Vor dem Zweiten Weltkrieg: Harry Piel sitzt am Nil wäscht sein’ Stiel mit Persil. Nebendran sitzt Mia May, schüttelt ihm das linke Ei und du bist frei. | In den 1950er Jahren: Caterina Valente, hat einen Arsch wie eine Ente, hat einen Bauch wie eine Kuh und raus bist du. |

## Mathematik
In der Mathematik wird eine Abzählung, durch die ein letztes Element einer Anzahl bestimmt wird, unter dem Josephus-Problem behandelt.